# Air University
L'Air University est un système universitaire d'enseignement militaire professionnel de l'armée de l'air américaine.
Il est accrédité par la Southern Association of Colleges and Schools (en) pour la délivrance de diplômes équivalents à un master.
Son institution parent est l'Air Education and Training Command (AETC).
Fondée en 1946, l'Air University est basée à la base aérienne Maxwell en Alabama.